# الیفاس لوی
الیفاس لوی یا آلفونس لویس کنستانس(فرانسوی:Éliphas Lévi) نویسنده علم غیب و شعبده باز نمایشی می‌باشد.
Éliphas Lévi نامی است که او کتاب‌هایش را به آن نام چاپ می‌کرد و عبری شدهٔ آلفونس لویس می‌باشد.

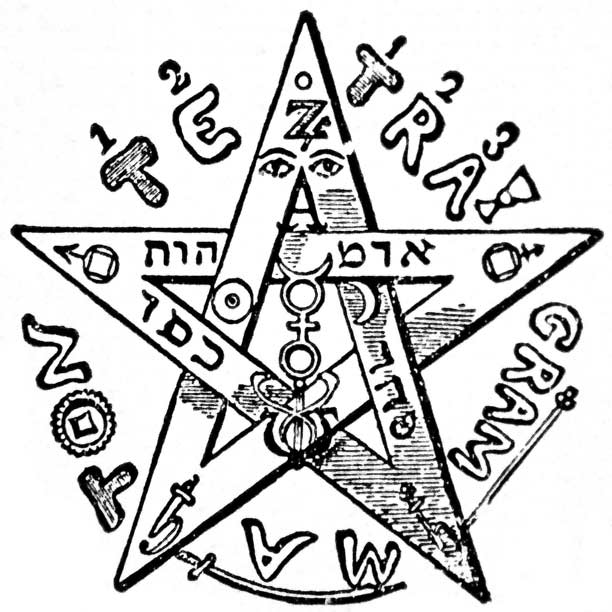
پنتاگرامی که لوی در آثارش از آن استفاده کرده‌است

## زندگی‌نامه

### تولد تا سال ۱۸۴۸
کنستانس پسر کفاشی پاریسی بود. او از سال ۱۸۳۰ مشغول تحصیل در مدرسه دینی سنت سولپیس بود و خود را برای تحصیل به عنوان کشیش در کلیسای کاتولیک آماده می‌کرد. با این وجود او در دوران تحصیل در مدرسه دینی عاشق دختری شد و تحصیل خود را سال ۱۸۳۶ نیمه تمام رها کرد. او سال‌های بعدی زندگی خود را با دوستان سوسیالیست و رمانتیک خود سپری کرد از میان آن‌ها می‌توان دو نرال و گوتیه که نویسندگانی فرانسوی بودند را نام برد. در این دوران او با خواندن آثار لامنه، رهبر سابق جنبش نئوکاتولیک و کسی که اخیراً توسط کلیسای کاتولیک ترد شده بود و به انتشار عقاید سوسیالیسم مسیحی می‌پرداخت، به سوسیالیسم رادیکالی روی آورد.
کنستانس در سال ۱۸۴۱ با انتشار اولین اثر رادیکال خود انجیل آزادی (La Bible de la liberté) به هشت ماه زندان و پرداخت جریمهٔ نقدی محکوم شد. در سال‌های بعد او اقدام به انتشار ایدئولوژی خود با نام نئوکاتولیک سوسیالیسم در کتاب‌ها و جزوات سوسیالیستی خود کرد. همانند بسیاری از سوسیالیست‌ها او نیز سوسیالیسم را به عنوان (مسیحیت راستین) بیان می‌کرد و کلیسا را متهم به تحریف مسیح می‌نمود.
کنستانس بار دیگر در سال ۱۸۴۶ به دلیل انتشار مقاله ای رادیکالی به نام صدای قحطی (La voix de la famine) راهی زندان شد ولی این بار به دلیل بارداری همسرش او را پس از مدت کوتاهی آزاد کردند.
همانند بسیاری از سوسیالیست‌ها او نیز بعد از قتل‌عام‌های سال ۱۸۴۹ که به دنبال سرکوب انقلاب فبریه در فرانسه انجام شد خود را مدتی از فعالیت‌های سیاسی دور کرد.

### بعد از سال ۱۸۴۸
در سال ۱۸۵۱ ناپلئون سوم با کودتا به جمهوری دوم پایان داد و امپراطوری دوم فرانسه را بنیاد نهاد. کنستانس نیز مانند بسیاری از سوسیالیست‌ها امپراتور را مدافع حقوق مردم می‌دانست؛ و اقدام به چاپ کتابی نمود و حکومت جدید را سوسیالیم راستین خواند ولی بعد از مدتی با تغییر چهره امپراتور به عنوان شخصیتی دیکتاتور مأموران حکومتی او را به جرم انتشار نوشته‌هایی ضد امپراتور بار دیگر در سال ۱۸۵۵ دستگیر کردند.
بعد از قتل‌عام‌های سال ۱۸۴۹ او به این نتیجه رسیده بود که توده‌های مردم به تنهایی نمی‌توانند جنبشی منظم را دنبال کنند و برای موفقیت در این راه به دستور العملی جامع نیازمندند.

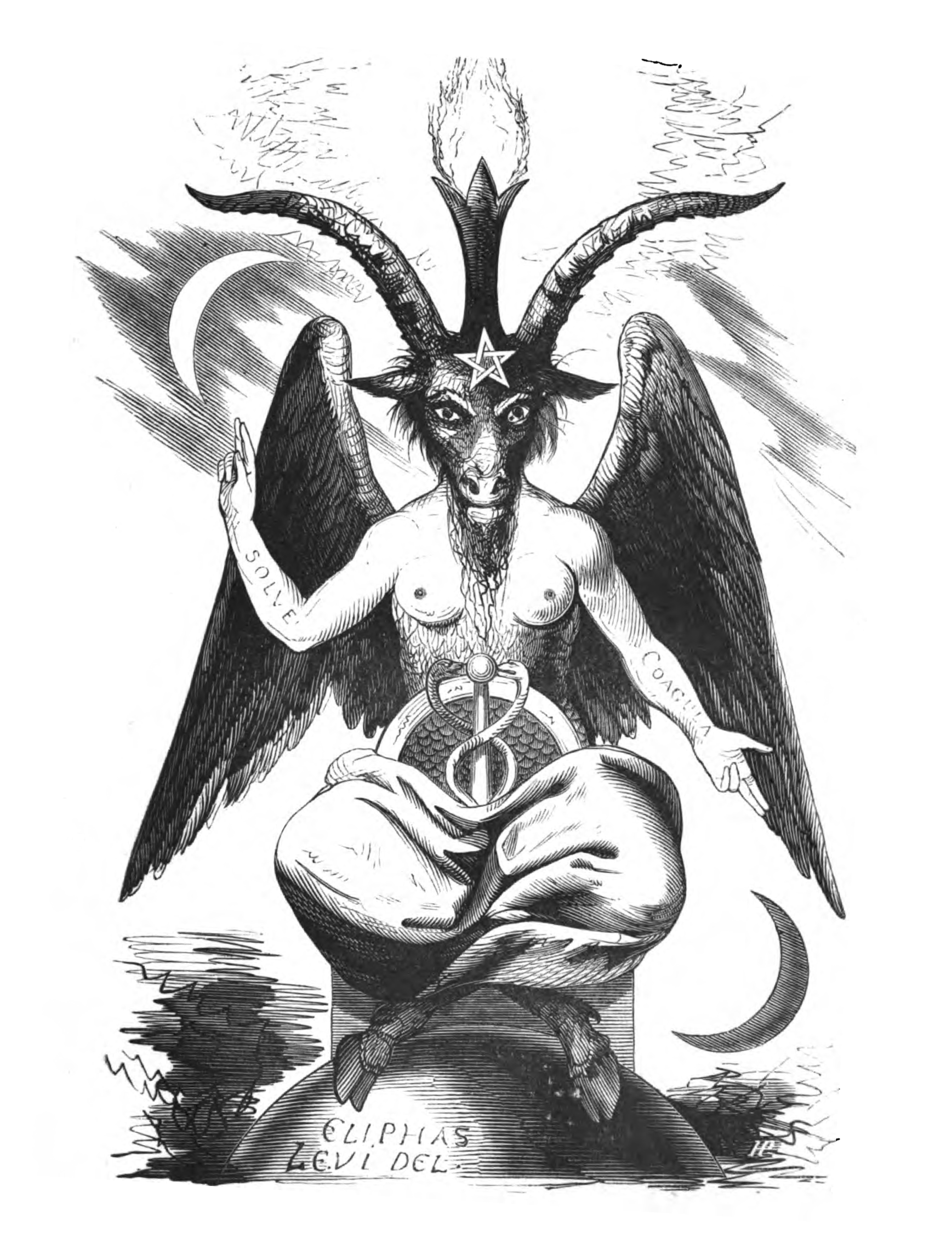
بافومت در کتاب اصول و تشریفات پیشرفته ی جادو ۱۸۵۶

#### انتشار نوشته‌های کابالایی
بعد از قتل‌عام‌های سال ۱۸۴۹ او در بحث‌های بازنگری فلسفه و مذهب که توسط سوسیالیست‌ها انجام می‌شد شرکت می‌کرد و در سال‌های ۱۸۵۵–۱۸۵۶ اولین نوشته‌های کابالایی خود را به نام مستعارش منتشر کرد. بحث‌های بازنگری نه تنها اختلافات را بین سوسیالیست‌ها نمایان می‌کرد بلکه این موضوع را مشخص می‌کرد که انتشار مطالبی در مورد جادو، کابالا و دیگر موضوعات علوم خفیه در مقالات سوسیالیستی چه مقدار امری طبیعی بود.این فعالیت‌ها باعث تغییر عقاید و علاقهٔ کنستانس نسبت به جادو و جادوگری شد. 
لوی در سال ۱۸۶۰ شروع به نوشتن کتاب تاریخ جادو (Histoire de la magie) کرد. در سال ۱۸۶۱ کتاب کلیدی برای اسرار بزرگ (La clef des grands mystères) را منتشر کرد. آثار جادویی بعدی لوی شامل داستان نمادها 1862 (Fables et symboles)، جادوگر مودن 1861 (Le sorcier de Meudon) و علم ارواح 1865 (La science des esprits) می‌شود.
کتب جادویی منتشر شده توسط لویی به خصوص بعد از مرگ او بسیار موفق عمل کردند. محبوبیت احضار روح در دهه ۱۸۵۰ میلادی در اروپا به این موفقیت کمک به سزایی کرد.
آثار لوی به‌طور ویژه ای بر عقاید سازمان هرمسی پگاه زرین و الیستر کرولی، عضو جدا شده این سازمان، تأثیرگذار بود.
او همچنین اولین کسی بود که پنتاگرامی که یک راس آن به پایین و دو راس آن به بالا بود را نماد بدی و پنتاگرامی که یک راس آن به بالا و دو راس آن به پایین بود را نماد خوبی معرفی کرد. بسیاری از محققان او را یکی از احیا کنندگان جادوگری در قرن ۲۰ام می‌دانند.

## کتب مرجع
- استروب, جولیان (2016), Sozialismus, Katholizismus und Okkultismus im Frankreich des 19. Jahrhunderts: Die Genealogie der Schriften von Eliphas Lévi, Walter de Gruyter GmbH & Co KG, ISBN 978-3-11-047810-5